# Juan Fugl
Juan Fugl (født Hans Fugl, 24. oktober 1811, død 25. januar 1900) var en af de første danske indvandrere, der bosatte sig i den argentinske by Tandil i Provincia de Buenos Aires. Han blev senere borgmester i Tandil.
Hans far var landmand, så for at hjælpe sin familie arbejdede han allerede fra en ung alder. Efter at have kommet sig efter flere sygdomme, uddannede han sig til lærer. Han tog til Argentina med ideen om at bosætte sig i nyt land, og valgte Tandil, hvor han dedikerede sig undervisning og landbrug. Han etablerede den første skole i landsbyen og byggede det første bageri. I Tandil står stadig den mølle, som han byggede. Han var borgmester og fredsdommer foruden at besætte andre politiske stillinger.
På en rejse til Danmark giftede han sig med en niece. Han fik otte børn, en dreng og syv piger, hvoraf seks døde i en tidlig alder. Hans søn flyttede til København for at modtage sin videre uddannelse der; denne by blev også valgt af Fugl som stedet, hvor han ville tilbringe sine sidste dage.